# Hockey Roller Club Monza 2014-2015
Questa voce raccoglie le informazioni riguardanti l'Hockey Roller Club Monza nelle competizioni ufficiali della stagione 2014-2015.

## Maglie e sponsor
Lo sponsor ufficiale per la stagione 2014-2015 è Centemero Officina Meccanica.
| 1ª divisa | 2ª divisa |

## Organigramma societario
- Presidente: Andrea Brambilla
- Vicepresidente: Franco Girardelli
- Consiglieri: Graciela Angarita, Edoardo Enrini
- Direttore sportivo: Franco Girardelli
- Segreteria: Andrea Nobili
- Addetto stampa: Federico Faicchia

## Organico

### Giocatori
| N° | Naz.                 | Ruolo | Sportivo                     |  |  |  |
| -- | -------------------- | ----- | ---------------------------- |  |  |  |
| 1  | Italia (bandiera)    | P     | Riccardo Rossi               |  |  |  |
| 3  | Italia (bandiera)    | P     | Giuseppe Piscitelli          |  |  |  |
| 5  | Italia (bandiera)    | E     | Andrea Camporese             |  |  |  |
| 7  | Italia (bandiera)    | E     | Mirco Mariani                |  |  |  |
| 8  | Italia (bandiera)    | E     | Marcello Besana              |  |  |  |
| 9  | Italia (bandiera)    | E     | Nicola Fabrizio Mastropierro |  |  |  |
| 11 | Argentina (bandiera) | P     | Juan Eduardo Oviedo          |  |  |  |
| 19 | Italia (bandiera)    | E     | Luca Perego                  |  |  |  |
| 22 | Italia (bandiera)    | E     | Andrea Appiani               |  |  |  |
| 33 | Italia (bandiera)    | E     | Michele Panizza              |  |  |  |
| 77 | Italia (bandiera)    | E     | Davide Zucchiatti            |  |  |  |

### Staff
- Allenatore:  Tommaso Colamaria
- Meccanico:  Massimigliano Ogliari